# Jonan García
Jon Andoni García Aranbillet, conocido por Jonan (Bilbao, Vizcaya, 8 de enero de 1983), es un exfutbolista español. Su último equipo fue el Othellos Athienou de la Primera División de Chipre.
Estuvo en prisión, de la que salió bajo fianza, debido a su implicación en una red de amaño de partidos destapada por la Policía, en el marco de la Operación Pizarro.

## Trayectoria
Formado en la cantera de Lezama desde 1995. En el año 2000 llegó al Bilbao Athletic de Segunda División B, donde pasó tres temporadas y jugó 78 partidos (13 goles). Entre 2003 y 2005 jugó en Primera División con el Athletic Club, disputando 40 partidos y marcando dos goles.
Después desarrolló su carrera deportiva en equipos de Segunda División B (Ibiza, UE Lleida, Écija Balompié y Deportivo Alavés) y Segunda División (CD Castellón, Ciudad de Murcia, SD Huesca y CD Guadalajara), con un breve paso por el Aris Salónica en 2007. Pasó sus últimas dos temporadas en la Primera División de Grecia y Chipre, retirándose en 2015.

## Selección nacional
Ha sido internacional de la selección española sub-19 en ocho ocasiones, con la que conquistó el Europeo de 2002. También fue internacional, en cuatro ocasiones, de la selección sub-20 y, en una ocasión, de la selección sub-21.

## Clubes
| Club                             | País   | Año        | Categoría                  |
| -------------------------------- | ------ | ---------- | -------------------------- |
| CD Baskonia                      | España | 2000- 2001 | Tercera División           |
| Bilbao Athletic                  | España | 2000- 2003 | Segunda División B         |
| Athletic Club                    | España | 2003- 2005 | Primera División           |
| CD Castellón                     | España | 2005-2006  | Liga Adelante              |
| Ciudad de Murcia                 | España | 2006-2007  | Liga Adelante              |
| Aris Salónica F. C.              | Grecia | 2007-2008  | Super Liga de Grecia       |
| Societat Esportiva Eivissa-Ibiza | España | 2008       | Segunda División B         |
| Sociedad Deportiva Huesca        | España | 2009       | Liga Adelante              |
| Unió Esportiva Lleida            | España | 2009-2010  | Segunda División B         |
| Écija Balompié                   | España | 2010-2011  | Segunda División B         |
| Club Deportivo Guadalajara       | España | 2011-2012  | Liga Adelante              |
| Deportivo Alavés                 | España | 2012-2013  | Segunda División B         |
| AEL Kalloni                      | Grecia | 2013-2014  | Superliga de Grecia        |
| Othellos Athienou FC             | Chipre | 2015       | Primera División de Chipre |

## Palmarés

### Títulos internacionales
| Título          | Equipo | Sede    | Anos |
| --------------- | ------ | ------- | ---- |
| Eurocopa Sub-19 | España | Noruega | 2002 |

## Proceso judicial
En febrero de 2018 fue detenido por la Policía en el marco de la Operación Pizarro, siendo considerado como uno de los líderes de la red de amaño de partidos. Al parecer, desde las casas de apuestas chinas se apostaban grandes cantidades de dinero en partidos de Segunda División B o Tercera División, amañados de antemano. El jugador fue condenado a prisión incondicional pocos días después.